# جون كارسون (سياسي كندي)
جون كارسون هو سياسي كندي، ولد في 2 ديسمبر 1991 في ساسكاتون في كندا. نشط حزبياً في Alberta New Democratic Party ‏. وقد انتخب عضو الجمعية التشريعية ألبرتا عن دائرة Edmonton-Meadowlark ‏ خلال فترته النيابية ‏.